# رئاسة دوايت د. أيزنهاور
بدأت ولاية دوايت د. أيزنهاور كالرئيس الرابع والثلاثين للولايات المتحدة يوم تنصيبه بتاريخ 20 يناير عام 1953 وانتهت يوم 20 يناير عام 1961. شغل أيزنهاور (وهو جمهوري) منصب الرئاسة عقب فوزه على الديمقراطي ألداي ستيفنسون في انتخابات الرئاسة لعام 1952. خلِف الديمقراطي جون ف. كينيدي أيزنهاور بعد فوزه في انتخابات الرئاسة لعام 1960.
شغل أيزنهاور المنصب خلال الحرب الباردة وهي فترة اتسمت بتصاعد التوترات الجيوسياسية بين الولايات المتحدة والاتحاد السوفيتي. شددت سياسية النهج الجديد التي طرحها أيزنهاور على أهمية الأسلحة النووية بصفتها رادع للتهديدات العسكرية، وبادرت الولايات المتحدة خلال عهد أيزنهاور إلى بناء مخزون احتياطي من الأسلحة النووية ونظم لنقل الأسلحة النووية. توصل أيزنهاور بعيد تقلده لمنصب الرئاسة إلى مساومة أنهت الحرب الكورية وأفضت إلى تقسيم كوريا. أعلن أيزنهاور في أعقاب نشوب أزمة السويس عن مبدأ أيزنهاور الذي عززت فيه الولايات المتحدة التزاماتها في الشرق الأوسط. قطعت إدارة أيزنهاور العلاقات مع كوبا ردًا على اندلاع الثورة الكوبية، وباشرت بالاستعداد لغزو البلاد على يد المنفيين الكوبيين مما آل في نهاية المطاف إلى عملية غزو خليج الخنازير التي باءت بالفشل. سمح أيزنهاور أيضًا لوكالة المخابرات المركزية بالانخراط في عمليات سرية مثل الانقلاب الإيراني في عام 1953 والانقلاب الغواتيمالي في عام 1954.
دعم أيزنهاور على صعيد الشؤون الداخلية سياسية «الجمهوريانية الحديثة» التي احتلت موقفًا وسطيًا ما بين الديمقراطيين الليبراليين والجناح المحافظ من الحزب الجمهوري. استمر أيزنهاور بتطبيق برامج الصفقة الجديدة ووسع من شمولية الضمان الاجتماعي وفضل اعتماد موازنة عامة متوازنة على إقرار تخفيضات ضريبية. لعب أيزنهاور دورًا كبيرًا في استحداث نظام الطرق السريعة العابر للولايات وهو من مشاريع البنى التحتية الضخمة التي تألفت من عشرات آلاف الأميال من الطرق السريعة المزدوجة. وبعد إطلاق سبوتنك 1، وقع أيزنهاور قانون تعليم الدفاع الوطني وترأس تأسيس ناسا. ورغم عدم حفاوة ترحيبه بحكم المحكمة العليا التاريخي القاضي بإلغاء الفصل العنصري في قضية «براون ضد مجلس التعليم» لسنة 1954 فإن أيزنهاور طبق قرار المحكمة ووقع أول قانون حقوق مدنية ذي أهمية منذ نهاية عصر إعادة الإعمار.
أحرز أيزنهاور فوزًا ساحقًا في انتخابات الرئاسة لعام 1956 وحافظ خلال ولايته على نسب قبول إيجابية، بيد أن إطلاق سبوتنك 1 والأداء الضعيف للاقتصاد أسهما في تكبد الجمهوريين لخسائر فادحة في انتخابات عام 1958. وفي انتخابات الرئاسة لعام 1960، مُني نائب الرئيس ريتشارد نيكسون بالخسارة أمام منافسه كينيدي بفارق ضئيل. ترك أيزنهاور منصب الرئاسة محافظًا على شعبيته بين عامة الناس، ولكن الكثير من المعلقين اعتبروه من الرؤساء «المتقاعسين». تحسنت سمعته بعد نشر أوراقه الخاصة خلال سبعينيات القرن العشرين. كان أيزنهاور ضمن الربع الأفضل في ترتيب رؤساء الولايات المتحدة بحسب الاستطلاعات التي أجريت بين المؤرخين والعلماء السياسيين.
كان ويليام بّي روجرز آخر عضو باقٍ على قيد الحياة من وزراء إدارة أيزنهاور قبل وفاته في 2 يناير عام 2001.

## الشؤون الخارجية

### الحرب الباردة
ألقت الحرب الباردة بظلها على السياسة الدولية خلال خمسينيات القرن العشرين. ونظرًا لحيازة كل من الولايات المتحدة والاتحاد السوفيتي للأسلحة النووية، فإن أي صراع كان يفتح الباب أمام خطر التصعيد الذي هدد بنشوب حرب نووية. أراد الفصيل الانعزالي بقيادة عضو مجلس الشيوخ تافت تفادي الانزلاق في حرب من خلال الإحجام عن التدخل في الشؤون الأوروبية. كان ترشح أيزنهاور للرئاسة في عام 1952 نابعًا من معارضة الأخير لآراء تافت الانعزالية التي تعارضت مع حلف الناتو والاعتماد الأمريكي على مبدأ الأمن الجماعي مع أوروبا الغربية. تابع أيزنهاور سياسة إدارة ترومان الأساسية القائمة على احتواء التمدد السوفيتي، ولكن أضاف عليها بندًا معنيًا بالدعاية والتي لمحت إلى حتمية تحرير أوروبا الشرقية.
حُددت مجمل سياسة الحرب الباردة التي أتبعها أيزنهاور في مسودة مجلس الأمن القومي رقم 174 التي اعتبرت اقتلاع النفوذ السوفيتي من الأهداف طويلة الأمد، ولكن من دون لجوء حلف الناتو إلى إثارة حرب مع الاتحاد السوفيتي. ارتكز حفظ السلام على البقاء أقوى بأشواط من الاتحاد السوفيتي من ناحية الأسلحة النووية للحد الذي سيدفعهم إلى الامتناع عن المخاطرة واستعمال قواتهم البرية الأكبر حجمًا لمهاجمة أوروبا الغربية. كذلك وضع أيزنهاور خططًا لحشد البصائر النفسية إذ كان من شأن استخبارات السي آي إيه والتفوق العلمي والتقني الأمريكي ردع القوات السوفيتية التقليدية.
تولى جورجي مالينكوف مقاليد الحكم في الاتحاد السوفيتي بعد وفاة جوزيف ستالين في شهر مارس من عام 1953. دعا مالينكوف إلى «التعايش المشترك» مع الغرب، وفي ضوء ذلك اقترح رئيس الوزراء البريطاني ونستون تشرشل فكرة عقد قمة لقادة العالم. رفض أيزنهاور فكرة إجراء القمة نظرًا لخوفه من تسببها بتأخير إعادة تسليح ألمانيا الغربية، فضلًا عن تشكيكه بنوايا مالينكوف. ألقى أيزنهاور في شهر أبريل من نفس العام خطاب «فرصة من أجل السلام» الذي دعا فيه إلى هدنة في كوريا وإجراء انتخابات حرة لإعادة توحيد ألمانيا وأكد على «الاستقلال التام» لدول أوروبا الشرقية وأهمية إشراف الأمم المتحدة على الطاقة النووية. ورغم الاستحسان الذي لاقاه الخطاب في الغرب فإن القيادة السوفيتية اعتبرت خطاب أيزنهاور محض دعاية لا أكثر. وصل نيكيتا خروتشوف الذي كان زعيمًا أكثر مجابهة إلى رأس السلطة في الاتحاد السوفيتي عام 1954. أضحى أيزنهاور أكثر تشكيكًا في إمكانية التعاون مع الاتحاد السوفيتي بعدما قابل السوفيت مقترحه «ذرات من أجل السلام» بالرفض. دعا هذا المقترح إلى استحداث الوكالة الدولية للطاقة الذرية وإنشاء محطات سلمية لتوليد الطاقة النووية.

### سياسة الأمن القومي
كشف أيزنهاور النقاب عن سياسة النهج الجديد في 30 أكتوبر عام 1953، والتي كانت أول سياسة أمن قومي في عهده. عكست السياسة الاهتمام بالموازنة ما بين الالتزامات العسكرية للولايات المتحدة إبان الحرب الباردة وخطر إنهاك الموارد المالية للبلاد. شددت السياسة الجديدة على أهمية الاعتماد على الأسلحة النووية الإستراتيجية عوضًا عن القوة العسكرية التقليدية من أجل ردع التهديدات العسكرية التقليدية والنووية على حد سواء. طورت القوات المسلحة الأمريكية إستراتيجية للردع النووي قامت على ثلاثة عناصر ألا وهي الصواريخ الباليستية العابرة للقارات ذات القواعد البرية (آي سي بي إم) والقاذفات الإستراتيجية والصواريخ الباليستية المطلقة من الغواصات (إس إل بي إم). أصر أيزنهاور طوال فترة رئاسته على الاحتفاظ بخطط للرد والاشتباك والفوز بحرب نووية ضد السوفيت، وذلك بالرغم من أمله بألا يشعر أبدًا بالحاجة للجوء إلى استعمال مثل هذه الأسلحة.

خفّض أيزنهاور من اعتماد الولايات المتحدة على الفرق العسكرية باهظة التكاليف إلى حد كبير، وجاء ذلك بالترافق مع توقف القتال في كوريا. ترى المؤرخة ساكي دوكريل بأن إستراتيجية أيزنهاور طويلة الأمد قامت على تعزيزه للأمن الجماعي لدول حلف الناتو وغيرهم من الحلفاء الأمريكيين، وتقوية العالم الثالث في وجه الضغوط السوفيتية، وتفادي الوصول إلى وضع جامد شبيه بما حل في كوريا، وتوليد الزخم الذي من شأنه ضمان إضعاف القوة والنفوذ السوفييتي بثبات. تشير دوكريل إلى تسخير أيزنهاور لمختلف الموارد ضد الاتحاد السوفيتي:
«علِم أيزنهاور بامتلاك الولايات المتحدة للعديد من الموارد الأخرى التي يمكن ترجمتها على الأرض بغية إحداث تأثير على الكتلة السوفيتية —قيمها ومؤسساتها الديمقراطية واقتصادها الرأسمالي الغني والتنافسي، وتقنياتها الاستخباراتية ومهاراتها في جمع معلومات عن قدرات العدو ونواياه، وقدراتها في مجال الحرب النفسية وإجراء العمليات السرية، ومهاراتها في التفاوض والمساعدات الاقتصادية والعسكرية التي تقدمها للعالم الثالث.»

## أنظر أيضًا
- لجنة مستشاري وزارة الخارجية لشؤون نزع السلاح
- مشروع كاندور